# Amphineurus pita
Amphineurus pita är en tvåvingeart som beskrevs av Günther Theischinger 1994. Amphineurus pita ingår i släktet Amphineurus och familjen småharkrankar. Inga underarter finns listade i Catalogue of Life.